# 安藤大佑
安藤 大佑（あんどう だいすけ、1983年 - ）は日本の映画監督。NHKディレクター。福岡県出身。

## 略歴
東京外国語大学卒業。在学中に朝鮮語を専攻していた。2002年より映画製作を始める。
2004年、韓国留学し、韓国映画の現場で助監督、通訳として働いていた。2005年には韓国映画『まぶしい一日』のスタッフとして製作に関わる。日韓合作映画のスタッフとしても多数参加。
2006年製作した監督作品である『けつわり』は、戦争中、筑豊地方の炭鉱から逃げ出してきた朝鮮人労働者と少年の交流を描いた作品である。
2008年NHK入局。主にドラマ番組を担当。

## 演出担当番組
- 私が初めて創ったドラマ 『怪獣を呼ぶ男』(2010) 【作・演出】 主演：星野源 ※NHK佐賀放送局時代
- FMシアター 『些細なうた』(2011)  作:田坂哲郎 主演：松尾れい子
- ドラマ10 『美女と男子』 (2015) 【第12話・第16話】 作:田渕久美子 主演：仲間由紀恵
- 連続テレビ小説 『とと姉ちゃん』(2016) 【第21週】 作:西田征史 主演：高畑充希
- 大河ドラマ 『おんな城主直虎』(2017) 【第41話】 作:森下佳子 主演：柴咲コウ
- NHK 福岡ミニドラマ『六本松愛し方改革』(2018)  作:北阪昌人 主演：奈緒
- NHK 福岡ドラマ 『福岡美人がゆく!』(2019)  作:丸尾丸一郎 主演：奈緒
- NHK 福岡ドラマ 『となりのマサラ』(2020)  作:北阪昌人 主演：佐藤寛太
- 大河ドラマ 『鎌倉殿の13人』(2022)【第10回・第14回・第19回】作:三谷幸喜 主演：小栗旬
- NHK 土曜ドラマ 『やさしい猫』(2023) 作: 中島京子 主演：優香
- 連続テレビ小説『虎に翼』(2024)  作: 吉田恵里香 主演：伊藤沙莉[2]

## 参加番組
- 大河ドラマ『八重の桜』(2012) 【助監督】
- 大河ドラマ『軍師官兵衛』(2013)【助監督】
- NHK福岡ドラマ『You May Dream』(2018)【助監督】

## 映画
- 短編映画『けつわり』(2006) 【脚本・監督】 ※出演:ヤン・イクチュン
- 『まぶしい一日』(2005)【通訳・スクリプター】 ※監督:キム・ソンホ キム・ジョングァン 出演:杉野希妃 塩田貞治
- 『狼たちのバラード』(2013) 【通訳・撮影助手】 ※出演:ヨン・ジョンフン イ・ジフン 北村一輝
- 『STOP』(2015) 【通訳・助監督】 ※監督:キム・ギドク 出演:堀夏子 中江翼 武田裕光

## MV
平山カンタロウ『キミと歯のうた』(2020) MV 【監督】